# Asedio de Doullens
El asedio de Doullens tuvo lugar entre el 14 y el 31 de julio de 1595 como parte de la guerra franco-española (1595-1598) en el contexto de las Guerras de religión de Francia. Tras diez días de asedio español, el 24 de julio las fuerzas combinadas de Enrique de la Tour d'Auvergne, duque de Bouillon, André de Brancas, almirante de Villars, y Francisco de Orleans-Longueville intentaron socorrer la ciudad pero resultaron claramente derrotadas por el ejército español comandado por Pedro Enríquez de Acevedo, conde de Fuentes, y Carlos Coloma. Villars fue hecho prisionero y luego ejecutado, mientras que Bouillon huyó a Amiens junto con el resto del ejército francés. Finalmente, solo unos días después, el 31 de julio, las tropas españolas asaltaron Doullens y mataron a casi todos los que allí se encontraban, ya fueran militares o civiles, al grito de «Recordad Ham» en represalia por la masacre contra la guarnición española de Ham llevada a cabo por soldados franceses y protestantes bajo las órdenes de Bouillon.

## Contexto histórico
Durante las guerras de religión de Francia, la Monarquía Española, como defensora del catolicismo, había intervenido en numerosas ocasiones en favor de la Liga Católica francesa, especialmente en el asedio de París en 1590, cuando Enrique de Navarra, futuro Enrique IV de Francia, resultó derrotado de manera decisiva por las fuerzas combinadas de España y los católicos franceses. Este hecho llevó a la conversión de Enrique al catolicismo, cuando pronunció su famosa frase «París bien vale una misa» y finalmente, con el apoyo de la mayoría de sus súbditos católicos, fue coronado como rey de Francia en la catedral de Chartres el 27 de febrero de 1594. Al año siguiente, Enrique IV declaró oficialmente la guerra contra España para intentar reconquistar grandes zonas del norte de Francia que estaban en manos de las fuerzas católicas franco-españolas.
En los Países Bajos, después de la muerte del archiduque Ernesto de Austria en Bruselas el 20 de febrero de 1595, Pedro Enríquez de Acevedo, conde de Fuentes, se convirtió en gobernador general de los Países Bajos Españoles hasta que llegara el archiduque Alberto, nombrado por el rey Felipe II de España y enviado a Bruselas para suceder en el cargo a su hermano mayor Ernesto.
El conde ordenó, el 18 de abril, a Francisco Verdugo expulsar a los franceses de sus posiciones ocupadas el año anterior en el Ducado de Luxemburgo y en mayo recuperó Carignan, Chauvency-le-Château y La Ferté-sur-Chiers.

## Preludio

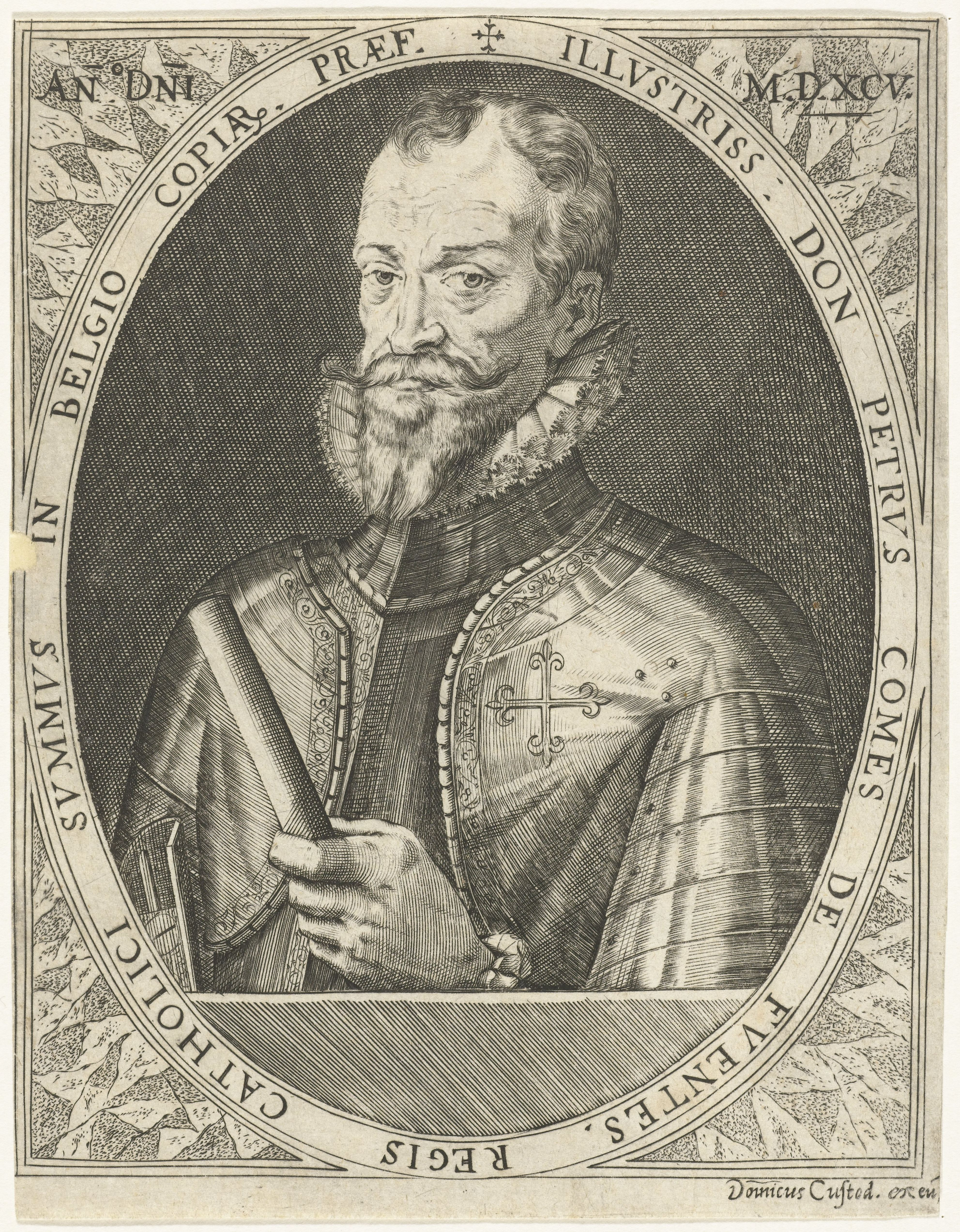
Pedro Enríquez de Acevedo, conde de Fuentes.

El 20 de junio de 1595, las fuerzas protestantes francesas dirigidas por Enrique de la Tour d'Auvergne, duque de Bouillon, y por Francisco de Orleans-Longueville, duque de Château-Thierry, tomaron la localidad de Ham y masacraron a su escasa guarnición española. Mientras tanto, el conde de Fuentes y su ejército de cinco mil hombres, mil de ellos caballería, avanzaron sobre Francia y tomaron Le Catelet el 26 de junio (La Capelle ya tenía guarnición española desde el 10 de mayo de 1594). Reforzado por otros tres mil soldados procedentes de Henao y Artois, Fuentes continuó con su ofensiva y el 14 de julio llegó a Doullens e inmediatamente le puso sitio.
Cuando tuvieron noticia del asedio a Doullens, Bouillon y Francisco de Orleans, gobernador de Picardía, se unieron a André de Brancas, almirante de Villars, y todas sus fuerzas unidas marcharon para socorrer a la ciudad sitiada por los españoles. La guarnición francesa de Doullens, a diferencia de la de Le Catelet, esperaba que el auxilio llegara rápido y por eso preparó una buena defensa. El 16 de julio, Valentín Pardieu de la Motte, uno de los comandantes españoles, resultó muerto por un tiro de fortuna mientras examinaba las defensas de la localidad asediada.

## Batalla

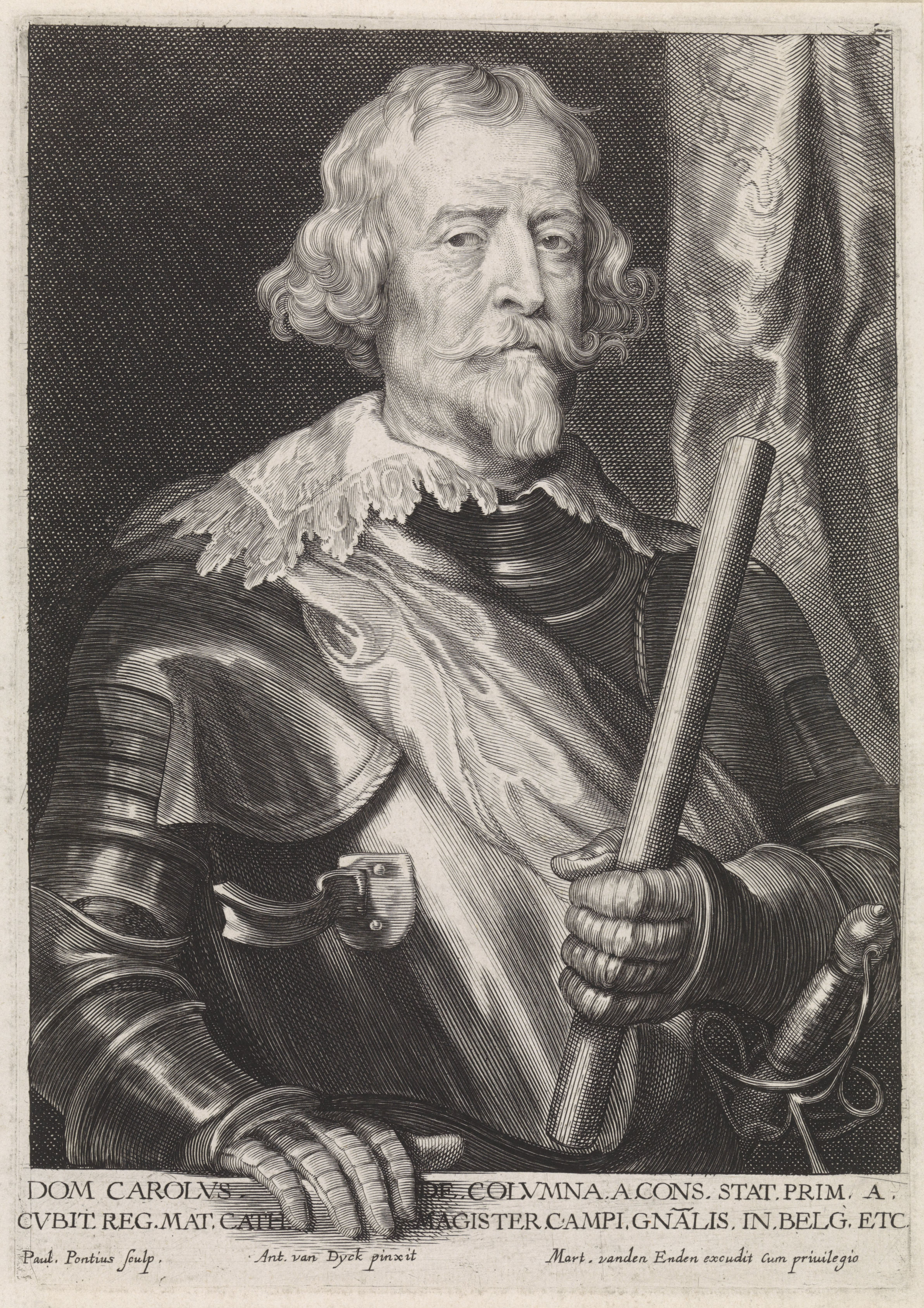
Retrato del militar español Carlos Coloma, por Anthony van Dyck.

El 24 de julio las fuerzas francesas llegaron cerca de Doullens. Villars, a la cabeza del ejército francés de socorro, se apresuró a intentar levantar el asedio en lugar de esperar a los refuerzos de Luis Gonzaga, conde de Nevers. El conde de Fuentes posicionó parte de su ejército, entre dos y tres mil hombres bajo mando de Carlos Coloma, para interceptar a los franceses. Villars lanzó una temeraria carga de su caballería contra las líneas españolas que creó cierta confusión, pero fue repelida sin muchos problemas y dejó numerosas bajas entre los jinetes atacantes. Después de esta acción, las fuerzas francesas fueron rodeadas por las tropas españolas y Fuentes ordenó que se las castigara con severidad, por lo que la infantería fue masacrada y se capturaron sus municiones, equipamiento, suministros y banderas. Villars fue hecho prisionero y a pesar de que ofreció un rescate por su vida, los españoles lo ejecutaron de un tiro en la cabeza. Esta estrepitosa derrota redujo todavía más los efectivos militares del rey francés en la región de Picardía y el duque de Bouillon huyó a la ciudad de Amiens con lo que quedaba del ejército de socorro francés.

### Asalto de Doullens

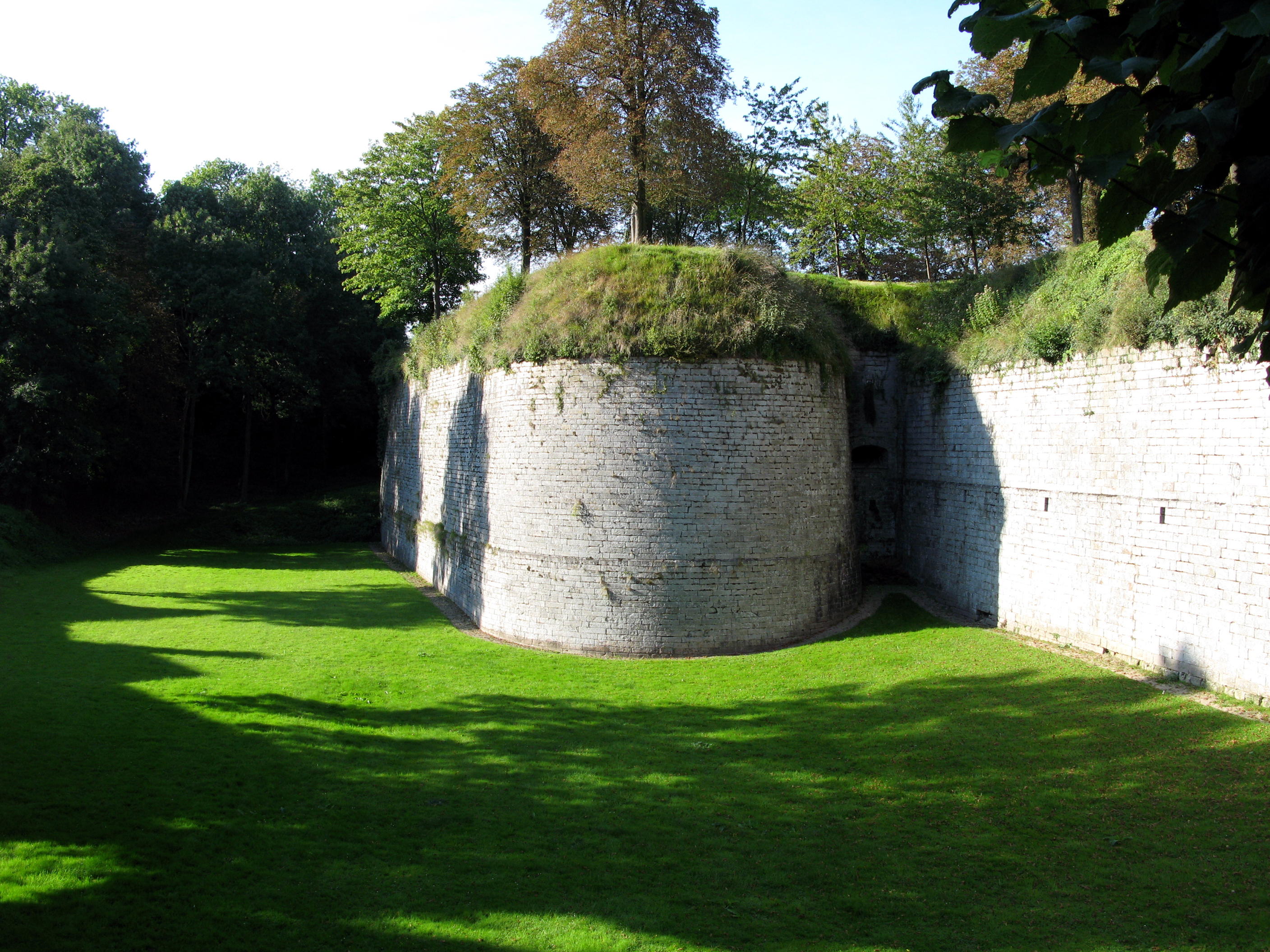
Interior de la ciudadela de Doullens, tomada por las tropas españolas el 31 de julio de 1595.

Eliminada la amenaza de este ejército de auxilio, Fuentes se centró en tomar Doullens, que cayó el día 31 de julio tras dos fallidos intentos de asalto. Al grito de «Recordad Ham», los españoles mataron a todo el que se encontraron en la ciudad, ya fuera civil o militar, en venganza por la masacre de la guarnición española de Ham ejecutada por soldados protestantes y franceses bajo mando del duque de Bouillon. En pocas horas, en Doullens murieron entre tres y cuatro mil personas.

## Consecuencias
Con Doullens asegurada, y reforzado por los 1500 hombres de Carlos Buenaventura de Longueval, conde de Bucquoy, Fuentes avanzó con el grueso de su ejército hacia la importante ciudad fortificada de Cambrai, ocupada por los franceses desde 1581. Enrique IV, que se encontraba en Lyon, estaba determinado a salvar la ciudad a cualquier coste, pero la delicada situación económica de la monarquía francesa hizo imposible enviar una fuerza de socorro. Incluso llegó a pedir ayuda militar a las Provincias Unidas de los Países Bajos, pero su respuesta fue muy lenta. Tras un intenso bombardeo, las tropas españolas tomaron la ciudad, aunque su ciudadela, defendida por Jean de Monluc, señor de Balagny y gobernador de Cambrai, no se rindió hasta el día 7 de octubre.